# Europeiska rymdorganisationen

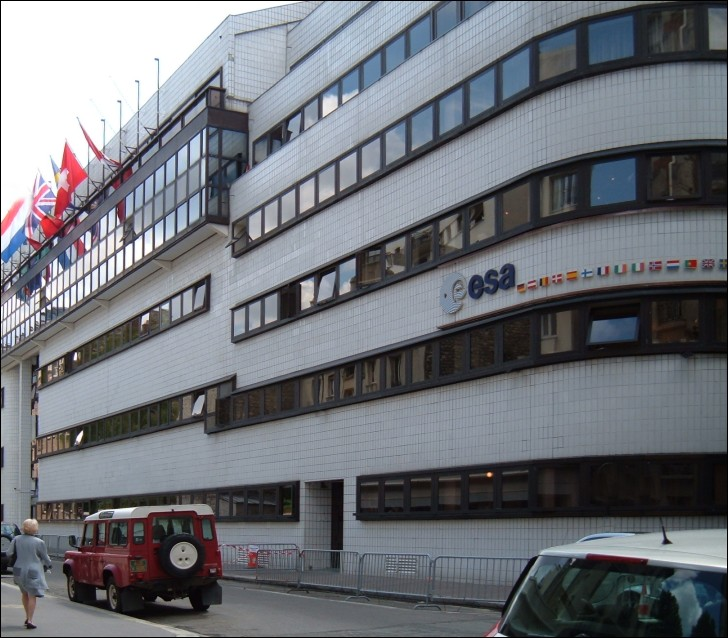
Huvudkontoret för ESA i Paris.

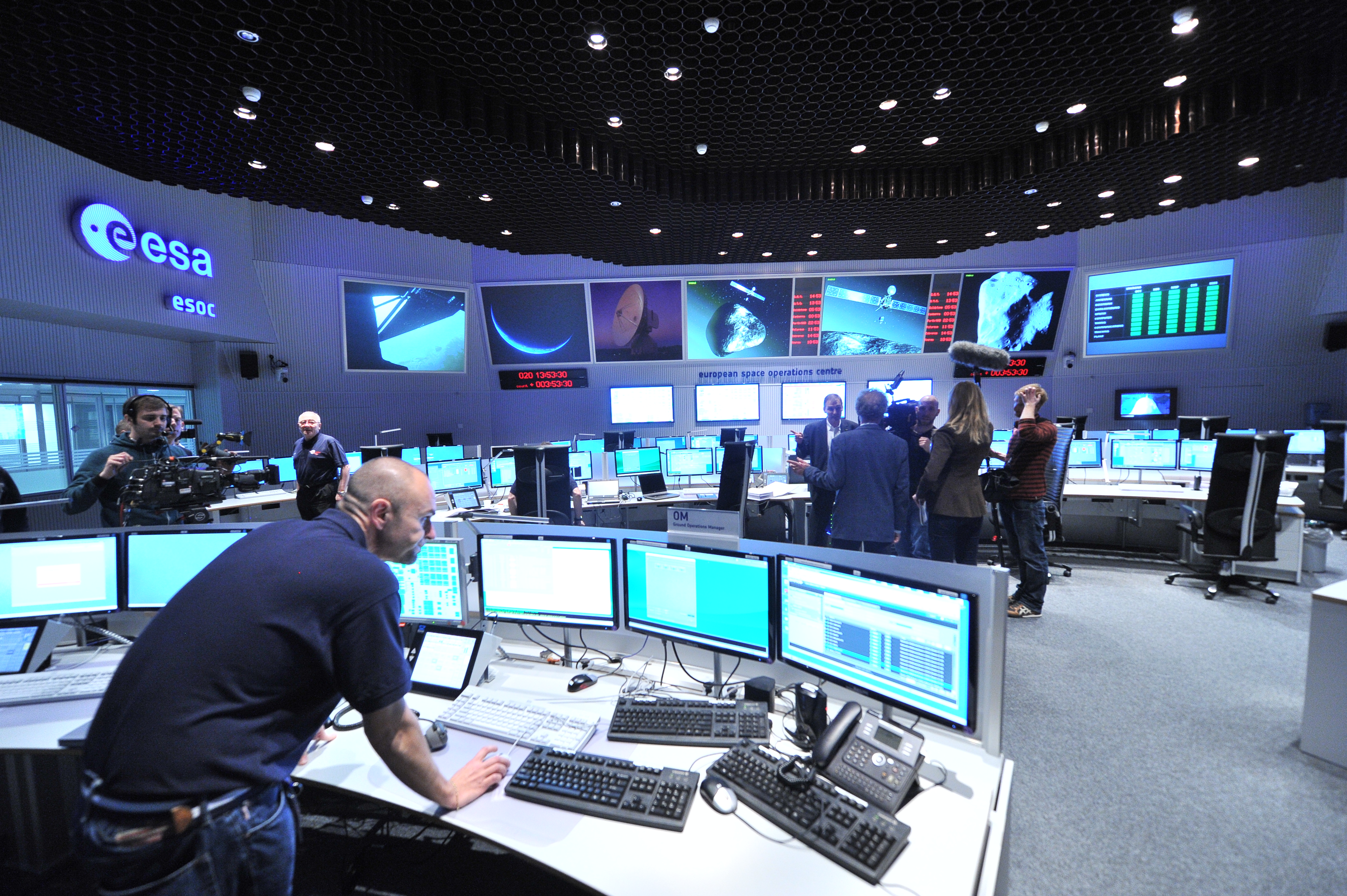
Kontrollrummet till European Space Operations Centre i Darmstadt.

██ ESA-medlemsländer██ ECS-länder (samarbetsländer)██ Länder med samarbetsavtal

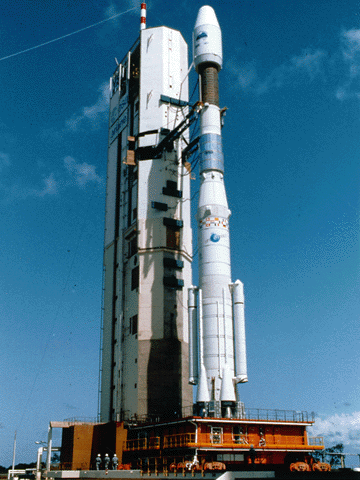
Ariane 42P

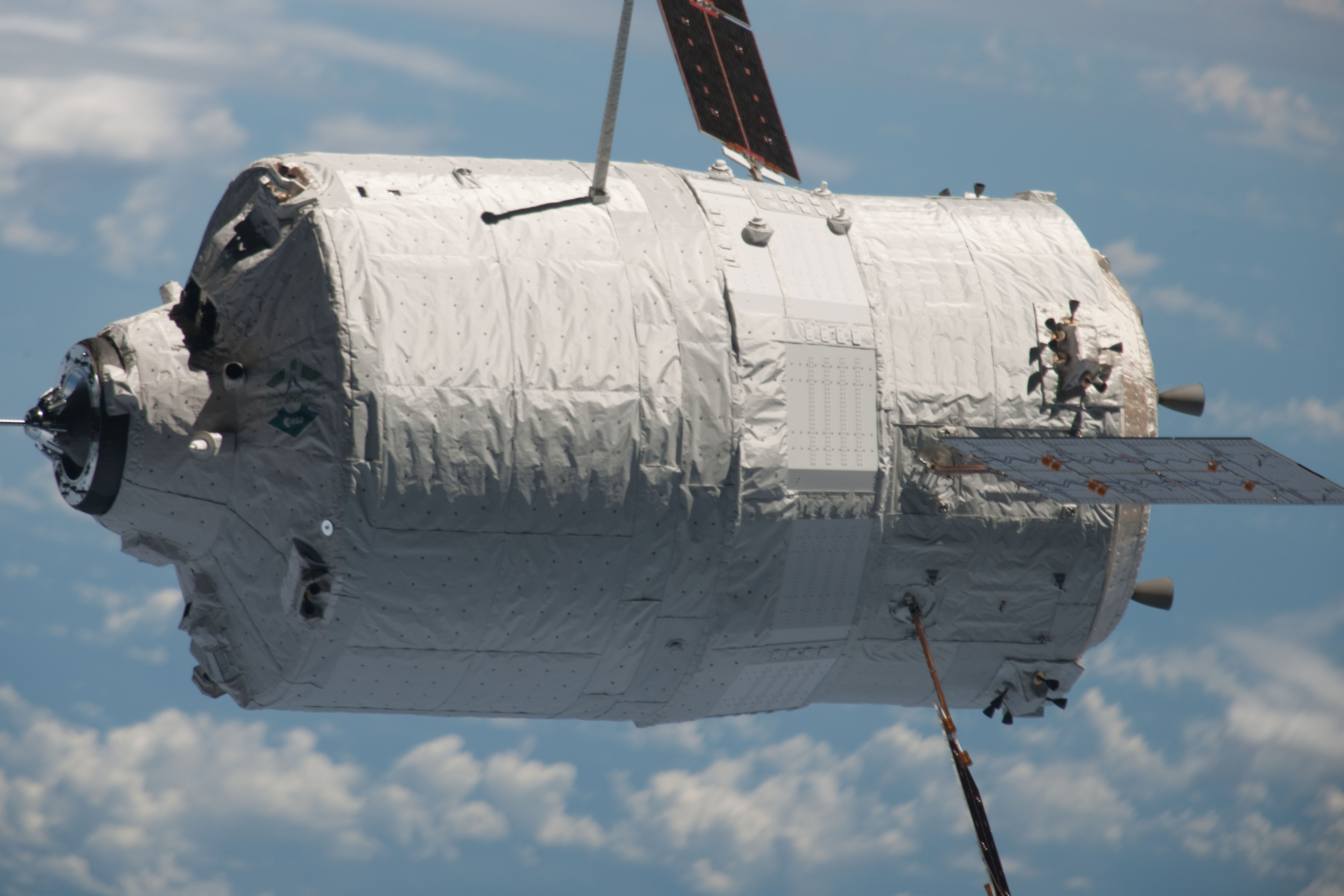
ATV-3 Edoardo Amaldi

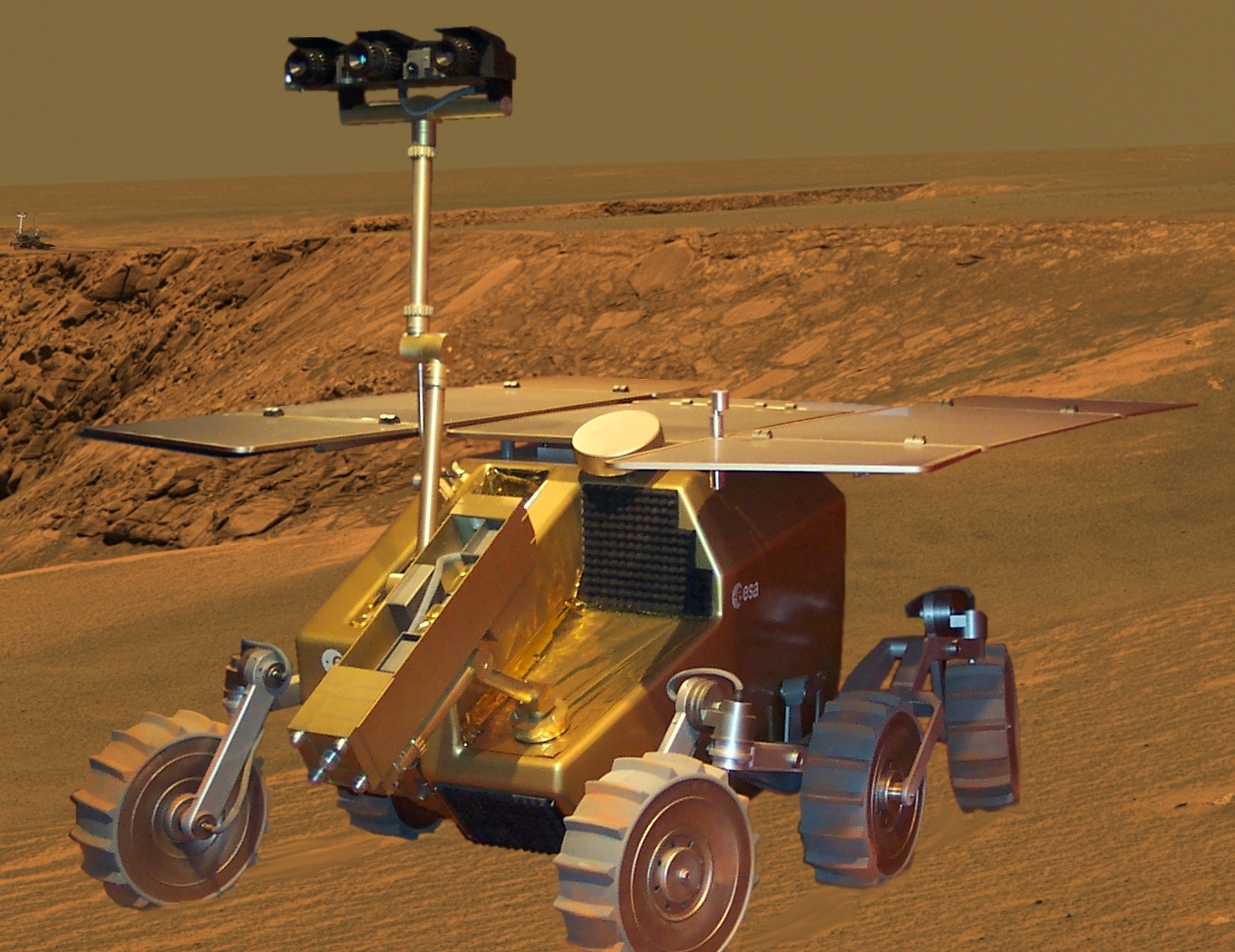
ExoMars rover prototyp

Europeiska rymdorganisationen eller ESA (förkortning av engelskans European Space Agency; organisationens andra arbetsspråk är franska, Agence spatiale européenne och tyska, Europäische Weltraumorganisation) är en mellanstatlig organisation som ägnar sig åt rymdforskning. Huvudkontoret ligger i Paris i Frankrike. ESA är bland annat ansvarigt för utvecklingen av raketerna Ariane 5 och Vega. Organisationen har ungefär 2 000 anställda. Dess budget för 2015 var 4 433 miljoner Euro.
ESA:s rymdbas (Avfyrningsramp) är Centre Spatial Guyanais i Kourou i Franska Guyana, en plats vald för att den ligger nära ekvatorn och tillåter därför enklare åtkomst (mindre bränsle för en given massa) till kommersiellt viktiga banor som exempelvis den geostationära.

## Historik
Föregångaren till Europeiska rymdorganisationen var ESRO (akronym av ”European Space Research Organisation”) som grundades den 20 mars 1964 enligt ett avtal som skrevs under den 14 juni 1962. ESRO:s efterföljare ESTEC (akronym av ”European Space Research and Technology Centre”) är fortfarande en del av ESA och är belägen i Noordwijk i Nederländerna, även om ESA idag är en betydligt större organisation. ESA som det är i sin nuvarande form grundades 1974 då ESRO slogs ihop med ELDO (akronym av ”European Launcher Development Organisation”).

## Medlemsstater
ESA har 22 medlemsstater: Belgien, Danmark, Estland, Finland, Frankrike, Grekland, Irland, Italien, Luxemburg, Nederländerna, Norge, Polen, Portugal, Rumänien, Schweiz, Spanien, Storbritannien, Sverige, Tjeckien, Tyskland, Ungern och Österrike. Det finns även visst samarbete med Kanada. ESA är en mellanstatlig organisation och därför inte en del av Europeiska unionen (EU). Icke-EU-länder som Schweiz och Norge återfinns bland medlemsländerna, medan EU-länder som Bulgarien och Cypern inte är medlemmar i ESA.

## Anläggningar
ESA:s viktigaste anläggningar är:
- ESA HQ, ESA headquarters, organisationens högkvarter i Paris, Frankrike
- ESTEC, European Space Research and Technology Centre, ESA:s tekniska utvecklingscentrum med bland annat stora testanläggningar, beläget i Noordwijk, Nederländerna, är ESA:s största anläggning.
- ESOC, European Space Operations Centre, varifrån ESA:s rymdfarkoster kontrolleras, ligger i Darmstadt, Tyskland.
- ESRIN, ESA centre for Earth observation (tidigare European Space Research Institute, varav förkortningen) i Frascati utanför Rom, Italien, arbetar främst med datahantering för jordresurssatelliter.
- EAC, European Astronaut Centre i Köln, Tyskland, är träningscentrum och hemmabas för ESA:s astronauter.
- ESAC, European Space Astronomy Centre i Villanueva de la Cañada utanför Madrid, Spanien sköter datahantering och vetenskaplig planering för ESA:s rymdteleskop och rymdfarkoster till andra planeter.
- ESTRACK är ESA:s kedja av markstationer, totalt ett tiotal spridda över hela världen, med radioantenner för kontakt med rymdfarkoster. Bland annat ingår stationen i Salmijärvi nära Esrange utanför Kiruna.[4]
- Centre Spatial Guyanais, den europeiska rymdhamnen i Kourou i Franska Guyana, ägs av franska staten och är alltså inte en ESA-anläggning, men ESA står för ungefär 2/3 av stationens budget och huvuddelen av infrastrukturen för Arianeraketernas uppsändning.[5]

## Budgetanslag och fördelning
ESA:s budget för 2005 var €2,977 miljarder, för 2006 var budgeten €2,904 miljarder. År 2008 ökade den till €3,018 miljarder och 2009 ökade den till €3,600 miljarder. Budget för 2015 är €4,433 miljarder.
Vart tredje eller fjärde år enas ESA:s medlemsländer vid en konferens om en budgetplan för flera år framåt i tiden. Denna plan kan ändras under de kommande åren, men den utgör den huvudsakliga riktlinjen för ESA under de åren. 

## Projekt

### Internationella rymdstationen
I projektet för den internationella rymdstationen ISS deltar tio av ESA:s medlemsländer: Belgien, Danmark, Frankrike, Tyskland, Italien, Nederländerna, Norge, Spanien, Sverige och Schweiz. ESA:s främsta bidrag till ISS är Columbus Orbital Facility, en rymdlaboratoriumsmodul som sköts upp i februari 2008, och observationsmodulen Cupola som byggdes av Alenia Spazio, och sköts upp februari 2010. Nuvarande[när?] uppskattningar för ISS närmar sig 100 miljarder USA-dollar i totalkostnader, av vilka ESA har åtagit sig att stå för åtta miljarder euro. Ungefär 90 % av ESA:s kostnader för ISS står Tyskland (41 %), Frankrike (28 %) och Italien (20 %) för. Den tyske esaastronauten Thomas A. Reiter blev 2006 den förste att stanna på ISS under en längre tid (se Expedition 13).
För transporter till och från ISS har en mängd olika rymdfarkoster använts, bland annat Progress, Sojuz, Rymdfärjor, Kounotori, Cygnus och SpaceX Dragon. Under perioden 2008–2014 sände ESA upp fem ATV (Automated Transfer Vehicle) som hade en kapacitet på 8 ton. ATV-programmet lades sedan ner, och ESA samarbetar nu med NASA i utvecklingen av Orion.

### Pågående projekt
- Artemis – Europas mest avancerade telekommunikationssatellit
- BepiColombo – En rymdsond till Merkurius
- Cluster – Fyra satelliter för studier av magnetosfären
- Double Star Mission – Två sonder för studier av solens effekt på jorden (i samarbete med Kina)
- INTEGRAL – Det mest känsliga gammateleskopet som någonsin skjutits upp (2002)
- Mars Express – En rymdsond till Mars
- Rosetta – En rymdsond uppskjuten 2004 som mötte kometen 67P/Churyumov-Gerasimenko 2014
- Solar and Heliospheric Observatory (SOHO) – Ett rymdbaserat observatorium för studier av solen (i samarbete med Nasa)
- XMM-Newton – En satellit med röntgenobservatorium
- Rymdteleskopet Hubble – Ett rymdteleskop i samarbete med Nasa
- CryoSat-2 – En satellit med radar som mäter förändringar av jordens istäcken. Satelliten sköts upp 8 april 2010.
- Galileo, ett satellitnavigationssystem liknande GPS.
- GIOVE-B – en satellit för att testa teknik för Galileo-satelliterna
- IXV — Intermediate eXperimental Vehicle.
- MetOp-A – vädersatellit
- MetOp-B – vädersatellit
- Proba-1 – Minisatellit, uppskjuten 2001.
- Proba-2 – Minisatellit, uppskjuten 2009
- Proba-V – Minisatellit, uppskjuten i maj 2013.
- SMOS – Satellit som studerar havens salthalt och jordens fuktighet
- Swarm – en satellit som utför mätningar av jordens magnetfält
- Sentinel-1 – vädersatellit
- Gaia – En rymdsond som skall mäta upp en 3D-karta över stora delar av vintergatan, uppföljare till Hipparcos
- KEO – En satellit sponsrad av ESA, som kommer att föra med sig meddelanden från nutida till framtida jordbor och återvända om 50,000 år.[8]

### Framtida projekt
- ADM-Aeolus – En satellit för att kartlägga vindar. Planerad uppskjutning 2015.
- ExoMars (Auroraprogrammet) – En farkost som ska gå i bana kring Mars, och även släppa ner en landare.
- EarthCARE – En satellit som ska utforska moln och aerosolers inverkan på klimatet
- James Webb-teleskopet – Hubbles ersättare. I samarbete med NASA.
- LISA Pathfinder (även kallad Smart-2)
- MTG – Vädersatellit. Planerad uppskjutning 2018
- BIOMASS – En satellit för fjärranalys av biomassa.
- Phoenix – En möjlig europeisk bemannad återanvändningsbar rymdfarkost
- XEUS – Ett röntgenteleskop

### Tidigare projekt
- Huygens – En rymdsond till Saturnus måne Titan
- Envisat – Världens största satellit för miljöövervakning, som sköts upp i mars 2002 och fungerade till 2012.
- Hipparcos – Ett rymdbaserat astrometriuppdrag
- Giotto – Esas första djuprymdsfarkost, med destination Halleys komet
- ISO – Ett rymdobservatorium för infraröd strålning
- Cos-B – Undersökning av gammastrålningsobjekt
- IUE – Ett rymdobservatorium för studier i det ultravioletta spektrumet
- Venus Express – En rymdsond till Venus
- Chandrayaan-1 – En indisk månsond som bar med sig instrument från Esa (uppskjuten 2008)
- Herschel Space Observatory – Ett rymdteleskop som sköts upp med samma raket som Planck Surveyor 2009
- Ulysses – I samarbete med Nasa
- SMART-1 – En månsond som testade nytt raketdrivningssystem
- CoRoT – Ett rymdteleskop för att söka efter steniga planeter större än jorden. Projektet leddes av den franska rymdorganisationen CNES
- Mars-500, simulerad bemannad rymdresa
- ERS-2 – En jordobservationssatellit uppskjuten 1995, uppföljare till ERS-1